# グロービートジャパン対平和神軍観察会事件
グロービートジャパン対平和神軍観察会事件（グロービートジャパンたいへいわしんぐんかんさつかいじけん）は、日本においてらあめん花月等のラーメン屋チェーンを展開しているグロービートジャパンが、同社のことを日本平和神軍並びにその関係者との密接及び不適切な関係があるとしてネット告発していた平和神軍観察会というウェブサイトを運営する個人（以下観察会）を、名誉毀損と営業妨害で訴えた事件である。

## 民事裁判
2003年2月10日、グロービートジャパンは観察会に対し、名誉毀損と営業妨害を理由に3,150万円を請求する訴訟を東京地方裁判所に提起する。同社会長の中杉弘（本名黒須英治）が代表者である日本平和神軍との密接な一体性があるかのような記述をされたためである。
東京高等裁判所における控訴審判決では、「被控訴人と黒須英治とは一定の関係があると評価することは誤りではない」と認定されたものの、「日本平和神軍との関係が個別の法主体性を否定されるほど一体又は極めて密接なものであるとまでいうことはできない」として、観察会に77万円の賠償を命じており、確定している。

## 刑事裁判
グロービートジャパンからの告訴を受け、2004年12月28日に観察会が東京地方検察庁から起訴された。2005年6月27日午後1時30分から東京地方裁判所第425号法廷において初公判が開かれ、2008年2月29日に無罪の判決が宣告されたが、控訴審では一転して罰金30万円の有罪判決が下った。その後、観察会側が上告するも、2010年3月15日に最高裁判所第一小法廷はこれを棄却し、有罪が確定した。

### 審理妨害事件
公判が開かれる予定であった2005年11月25日、開廷直前の東京地方裁判所第522号法廷の傍聴人入口の前の床に、観察会と弁護人や無関係な第三者を含む一般傍聴人らを中傷する内容のA4大の紙が張られているのが発見され、その影響で開廷が遅れるとともに予定されていた審理の大部分が延期となる事件が発生した。